# 銀河水管弦樂團
銀河水管弦樂團（朝鲜语：／）是朝鮮民主主義人民共和國一國立管弦樂團，位於首都平壤。2009年5月在金正日指示下建立。現任朝鮮最高領導人金正恩夫人李雪主曾是該樂團主唱之一。
2012年3月14日，樂團在法國巴黎演出，由韓國指揮家鄭明勳擔任指揮。
2013年8月20日銀河水管弦樂團團長文慶鎮（音）、副首席小提琴手鄭善榮（音）等，因違背金正恩在6月頒布「嚴禁觀看色情淫穢視頻」指示後全部槍決。銀河水管弦樂團和王在山輕音樂團由已解散。消息人士透露，死刑犯是在家屬和銀河水、王在山、牡丹峰樂團的團員面前，以機關槍槍決。據悉，死囚家屬全部被關押政治犯收容所。然而，與該樂團相熟的脫北鋼琴家金哲雄卻質疑此說法。他認為樂團遭到肅清是由於成員們過於了解金正恩夫人李雪主所致。